# زينب بنت أبي معاوية عبد الله الثقفية
زينب بنت أبي معاوية عبد الله الثقفية زوجة عبد الله بن مسعود وصحابية جَليلَّة من رواة الحديث النبوي، أسلمت وبايعت النبي محمد وروت عن النبي محمد وعن زوجها عبد الله بن مسعود وعن عمر بن الخطاب، وروى عنها ابنها أبو عبيدة بن عبد الله بن مسعود وابن أخيها وعمرو بن الحارث بن أبي ضرار وبشر بن سعيد وعبيد بن السباق وغيرهم، ووردت أحاديثها في الصحيحين.
وقال عنها أبو نعيم الأصبهاني في كتابه حلية الأولياء وطبقات الأصفياء:
هيّ زينب الثقفية، المُتصدقة المُصلية، المُتحلية من حليها المُتقربة به إلى وليها.

## اسمها
أُختِلف في حقيقة اسمها كثيراً قيل: رَيْطة بنت عبد الله بن معاوية الثّقفية، وقيل: إنها زينب وإن رَيْطة لقب لها، وقيل: بل ريطة زوجة أُخرى لعبد الله بن مسعود.
وقال أبو عمر:
زينب بنت عبد الله بن معاوية، وقيل: رابطة بنت عبد الله، وقيل: زينب بنت عبد الله، وقيل: بنت معاوية، امرأة عبد الله بن مسعود، ويقال: بنت أبي معاوية، وبه جزم ابن السكن.
وقال ابن فتحون:
لعل اسمه عبد الله، وكنيته أبو معاوية، وجزم أبو عمر بأنها: زينب بنت أبي معاوية، وقيل: رائطة بنتُ عبد الله.

## نسبها
هيّ زينب بنت أبي معاوية عبد الله بن عتاب بن الأسعد بن غاضر بن حطيط بن قسيَ وهو ثقيف.

## ما روي عنها
ورد في صحيح مسلم وصحيح البخاري وسنن ابن ماجه وسنن النسائي أن زينب كانت امرأة صَنَاعاً ذات صنعةَ تصنع صنعتها فَتبيعها وليس لزوجها عبد الله بن مسعود مال، فكانت تنفق عليه وعلى أولادها وعلى أيتام من عائلتها من ثمن صنعتها فقالت لعبد الله ذات يوم:
والله إنك شغلتني أنت وولدك عن الصدقة في سبيل الله، فسل النبي صلى الله عليه وسلم، فإن كان لي في ذلك أجر وإلا تصدقت في سبيل الله.
فقال لها عبد الله بن مسعود:
وما أحب لي إن لم يكن لك أجر أن تفعلي وتتصدقي.
وتقول زينب في إحدى الأحاديث:
انطلقت إلى النبي محمد لكي أسأله فإذا عَلَى الباب امرأة من الأنصار حاجَتُها حاجتي، اسمها زينب.
فَخرج عليهن بلال بن رباح فقالتا له:
سَلْ لنا رسولَ الله صَلَّى الله عليه وسلم أيجزيء عنا من الصّدقة النفقَة على أزواجنا وأيتام في حجورنا؟
ثم دخل بلال بن رباح على النبي محمد فقال:
يا رسول الله، على الباب زينب.
فقال النبي محمد:
أَيّ الزَّيَانِبِ؟
فقال بلال:
زينب امرأة عبد الله بن مسعود وزينب الأنصارية؛ تسألانك عن النّفقة على أزواجهما وأيتام في حجورهما، أيجزيء ذلك عنهما من الصّدقة؟
فقال النبي محمد:
نعم لهما أَجران: أجر القرابة، وأجر الصدقة.
وفي مسند أحمد ورد الحديث بِصيغة أخرى حيث قال لها النبي محمد:
لكِ في ذلك أجر ما أنفقت عليهم، فأنفقي عليهم.
وقال ابن الأثير عن هذه الرواية:
وهذه القصة قد وردت عن زينب الثقفية امرأة عبد الله بن مسعود.

## روايتها
روت عن النبي محمد حديث ورد في سنن النسائي وفي صحيح مسلم باسم امرأة عبد الله بن مسعود وهو بهذه الصيغة:
عن زينب امرأة عبد الله بن مسعود، قالت: قال رسول الله صَلَّى الله عليه وسلم: «إِذا شَهِدَتْ إِحْدَاكُنَّ الْعِشَاءَ أو المسجد فَلَا تَمَسّ طِيباً» (أي إذا ذهبت امرأة إلى المسجد لا تَتطيب وتتعطر).
وَورّد بصيغة أُخرى:
إذَا خَرَجْتِ إلَى العشاء الآخِرَةِ فَلَا تَمَسِّي طِيباً.
ومن أحاديثها الذي رواه الأعمش قال: سمعت أبا زائد يحدث عن عمرو بن الحارث، عن زينب الثقفية أن النبي محمد قال للنساء:
تصدقن ولو بحليكن.
فأخذت زينب حُلياً ومجوهرات لها تريد أن تتصدق بهن فقال لها عبد الله بن مسعود:
أين تذهبين بهذه الحلي؟
فقالت:
أتقرب به إلى الله ورسوله لعل الله لا يجعلني من أهل النار.
فقال عبد الله:
هلمي تصدقي به علي وعلى أولادك فإنا له موضع (أي أن زوجها وأبناؤها أولى بالصدقة من الغرباء).